# Среброто
Среброто е изчезнало село на територията на Община Лъки в Западните Родопи.
През средните векове селото е българско. Било е известно също като Гюмюш. Повечето жители се изселват в края на XVIII в., началото на XIX в. Наименованието на селото дава сред изселниците родовите имена Гюмюшеви/Гемишеви/Гимишеви.
Среброто е част от община Манастир и е разположено на река Сребърница. През 20 век селото е българо-мохамеданско. В 1956 година Среброто има 88 жители. През 1957/1958 година в него е открито първоначално училище с 24 ученика.
Селото е официално заличено през 1978 г. поради обезлюдяване.